# Belgutei
Belgutei (in mongolo: ᠪᠡᠯᠭᠦᠲᠡᠢ, in cirillico: Бэлгүдэй; 1161 circa – 1271 circa) fu figlio di Yesugei, nato dalla seconda moglie Sudjigel, e fratellastro di Genghis Khan..
Fu considerato un saggio consigliere e un abile generale e diplomatico, tanto che fu spesso usato come messaggero dal fratellastro stesso.
Dopo aver accolto la richiesta del suo alleato Toghrul Khan, il Khan dei Keraiti, in una campagna contro i Tatari, Temujin si rivolse a vari clan sottoposti, tra cui i Jurkin: questi, durante un banchetto, tentarono però di rubare i cavalli dei mongoli tramite il loro campione Buri Boko, al che Belgutei intervenne e cercò di risolvere la questione con un incontro di lotta, salvo poi rimediare una sciabolata alla spalla. Dopo che Temujin aveva sconfitto i Tatari, egli distrusse poi i Jurkin coinvolti nell'incidente di prima, quindi indisse un banchetto con i Jurkin sopravvissuti, nel quale permise a Belgutei di lottare con Buri come promesso: Belgutei sconfisse Buri, poi, col patrocinio del fratellastro, gli spezzò la schiena uccidendolo.
La leggenda racconta che Belgutei avesse vissuto assai a lungo: Rashid ad-Din Hamadani ritiene che fosse morto a 110 anni, mentre lo Yuanshi racconta che era ancora vivo e aveva novant'anni quando Möngke Khan salì sul trono dell'ormai maturato impero mongolo nel 1251. Ad ogni modo, questo lo avrebbe reso uno degli uomini più longevi della terra, fatto estremamente insolito, considerando l'aspettativa di vita a quei tempi.